# Crash (album de Dave Matthews Band)
Pour les articles homonymes, voir Crash.
Albums de Dave Matthews Band
Under the Table and Dreaming
(1994) Live At Red Rocks
(1995)
Crash est un album studio du Dave Matthews Band, publié le 30 avril 1996. Il comprend le single le plus vendu du groupe, Crash Into Me.

## Liste des titres
Sauf indications, tous les titres sont de Dave Matthews.
1. So Much to Say (Matthews, Tinsley, Greisar) – 4:07
2. Two Step – 6:27
3. Crash Into Me – 5:16
4. Too Much (Matthews, Moore, Tinsley, Lessard, Beauford) – 4:21
5. #41 – 6:39
6. Say Goodbye – 6:11
7. Drive In, Drive Out – 5:54
8. Let You Down – 4:07
9. Lie in Our Graves – 5:42
10. Cry Freedom – 5:53
11. Tripping Billies – 5:00
12. Proudest Monkey – 9:11